# 国
Ce caractère kanji se lit コク (koku) en lecture on ou くに (kuni) en lecture kun. Il veut dire pays ou nation.

## Exemples
- En japonais comme en chinois, le pays de la Chine s'écrit 中国, soit « pays du Milieu » ou « pays de l'Intérieur ».
- Les Douze Royaumes s'écrit 十二国記 et se prononce Juuni kokki ou Juuni kokuki en japonais. Littéralement, le titre est La Chronique des 12 royaumes.